# Veľaty
Veľaty (bis 1927 slowakisch auch „Veľatín“; ungarisch Velejte) ist eine Gemeinde im Osten der Slowakei mit 818 Einwohnern (Stand 31. Dezember 2024), die zum Okres Trebišov, einem Kreis des Košický kraj, gehört. Sie ist Teil der traditionellen Landschaft Zemplín.

## Geographie
Die Gemeinde befindet sich im südwestlichen Teil des Ostslowakisches Tieflands und am Nordhang des Kleingebirges Zemplínske vrchy. Das Ortszentrum liegt auf einer Höhe von 160 m n.m. und ist 14 Kilometer von Trebišov entfernt.
Nachbargemeinden sind Lastovce im Nordwesten und Norden, Zemplínska Nová Ves (Ortsteil Zemplínsky Klečenov) und Zemplínsky Branč im Nordosten, Hrčeľ im Osten, Veľká Tŕňa im Süden, Luhyňa im Südwesten und Michaľany im Westen.

## Geschichte

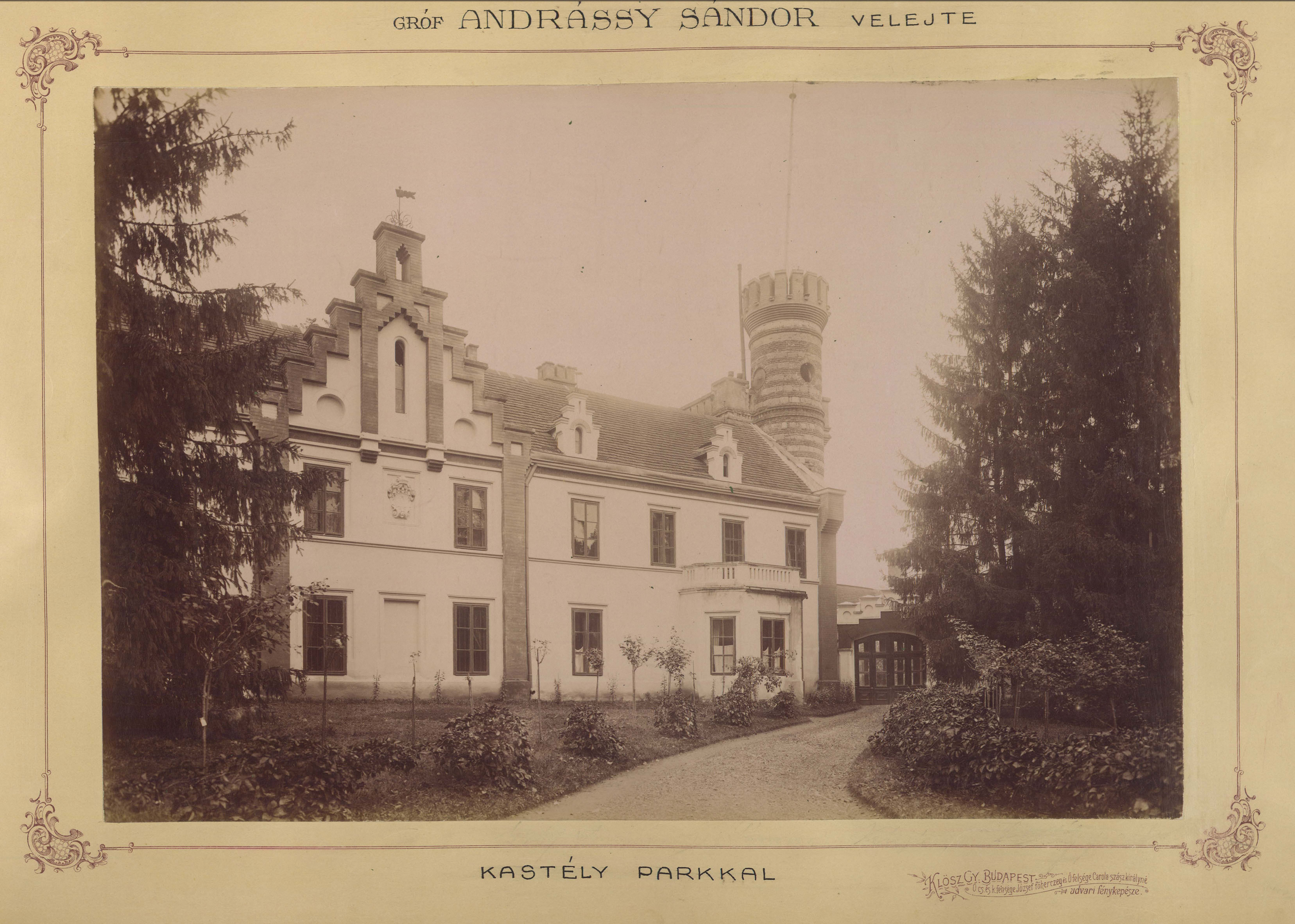
Historische Aufnahme des Landschlosses, 1895–1899

Veľaty wurde zum ersten Mal 1220 als Velchea schriftlich erwähnt, weitere historische Bezeichnungen sind unter anderen Velethe (1417), Welehthe (1454) und Welatin (1786). Im 15. und 16. Jahrhundert war das Dorf Besitz der Geschlechts Perényi, später von verschiedenen landadligen Familien und im 19. Jahrhundert des Geschlechts Andrássy. Im frühen 18. Jahrhundert war Veľaty unbewohnt und 1712 wieder besiedelt. 1794 wurde im Ort eine Poststation errichtet.
1715 gab es sieben verlassene und fünf bewohnte Haushalte. 1787 hatte die Ortschaft 54 Häuser und 418 Einwohner, 1828 zählte man 58 Häuser und 442 Einwohner, die als Holzfäller und Landwirte tätig waren.
Bis 1918/1919 gehörte der im Komitat Semplin liegende Ort zum Königreich Ungarn und kam danach zur Tschechoslowakei beziehungsweise heutigen Slowakei. Das ehemals in Veľaty stehende Landschloss des Grafen Csáky brannte 1928 nieder.

## Bevölkerung
| Jahr                | 1994 | 2004    | 2014    | 2024    |
| ------------------- | ---- | ------- | ------- | ------- |
| Anzahl der Personen | 849  | 819     | 856     | 818     |
| Unterschied         |      | −3,53 % | +4,51 % | −4,43 % |

| Jahr                | 2023 | 2024    |
| ------------------- | ---- | ------- |
| Anzahl der Personen | 829  | 818     |
| Unterschied         |      | −1,32 % |

Nach der Volkszählung 2011 wohnten in Veľaty 845 Einwohner, davon 794 Slowaken, 21 Roma, fünf Magyaren und drei Tschechen. 22 Einwohner machten keine Angabe zur Ethnie.
457 Einwohner bekannten sich zur römisch-katholischen Kirche, 260 Einwohner zur griechisch-katholischen Kirche, 19 Einwohner zu den Zeugen Jehovas, neun Einwohner zur reformierten Kirche, acht Einwohner zur orthodoxen Kirche und vier Einwohner zur Evangelischen Kirche A. B. 10 Einwohner waren konfessionslos und bei 17 Einwohnern wurde die Konfession nicht ermittelt.

## Bauwerke und Denkmäler
- griechisch-katholische Kirche Geburt der allheiligen Gottesmutter im klassizistischen Stil aus dem Jahr 1802[6]
- römisch-katholische Kirche Mariä Namen im historisierenden Stil aus dem Jahr 1870[7]

## Verkehr
Durch Veľaty führt die Cesta I. triedy 79 („Straße 1. Ordnung“) zwischen Trebišov und Slovenské Nové Mesto, die sich im Ort mit der Cesta III. triedy 3664 („Straße 3. Ordnung“) zwischen Michaľany und Novosad kreuzt. Der Ort hat eine Haltestelle an der Bahnstrecke Michaľany–Łupków.